# Alternaria dianthi
Alternaria dianthi är en svampart som beskrevs av F. Stevens & J.G. Hall 1909. Alternaria dianthi ingår i släktet Alternaria och familjen Pleosporaceae.   Inga underarter finns listade i Catalogue of Life.